# PGC 2174722
LEDA/PGC 2174722 ist eine Spiralgalaxie im Sternbild Perseus am Nordsternhimmel. Sie ist schätzungsweise 457 Millionen Lichtjahre von der Milchstraße entfernt und hat einen Durchmesser von etwa 115.000 Lichtjahren. Vom Sonnensystem aus entfernt sich das Objekt mit einer errechneten Radialgeschwindigkeit von näherungsweise 10.100 Kilometern pro Sekunde.

## Galaktisches Umfeld
| Nr. | Galaxie          | Alternativname          | Rek           | Dek           | Distanz/asec |
| --- | ---------------- | ----------------------- | ------------- | ------------- | ------------ |
| →   | LEDA/PGC 2174722 | 2MASX J02402634+4102250 | 02h40m26.384s | +41d02m24.90s | 0            |
| 1   | LEDA/PGC 2176034 | 2MASX J02394753+4107204 | 02h39m47.53s  | +41d07m20.3s  | 529.34       |
| 2   | LEDA/PGC 2176766 | 2MASX J02395523+4109584 | 02h39m55.24s  | +41d09m58.9s  | 574.22       |
| 3   | LEDA/PGC 2176766 | 2MASX J02395523+4109584 | 02h39m55.24s  | +41d09m58.9s  | 583.79       |
| 4   | LEDA/PGC 2174590 | 2MASX J02412678+4101509 | 02h41m26.824s | +41d01m51.08s | 684.64       |
| 5   | LEDA/PGC 10164   | CGCG 539-075            | 02h40m54.75s  | +41d13m39.4s  | 747.11       |
| 6   | LEDA/PGC 2171184 | 2MASX J02402141+4048200 | 02h40m21.41s  | +40d48m20.2s  | 846.61       |
| 7   | LEDA/PGC 2174646 | 2MASX J02415391+4102070 | 02h41m53.890s | +41d02m07.14s | 990.37       |
| 8   | NGC 1003         | LEDA/PGC 10052          | 02h39m16.89s  | +40d52m20.3s  | 992.41       |
| 9   | LEDA/PGC 2172692 | 2MASX J02414330+4054150 | 02h41m43.30s  | +40d54m15.0s  | 999.45       |